# 18-as busz (Szeged)
A szegedi 18-as jelzésű autóbusz Tarján, Víztorony tér és a Szalámigyár között közlekedett.

## Története
M18
Az M18-as járat a Tarján, Víztorony tér és a Szalámigyár között közlekedett 1985-ben, munkásszállító járatként.
18-as
1996-ban az „M” betű elhagyásával a járat jelzése 18-as lett.[forrás?] A Tarján, Víztorony tér – Budapesti krt. – Csillag tér – Retek utca – József Attila sgt. – Nagykörút – Mars tér – Londoni krt. – Petőfi Sándor sgt. – Szalámigyár útvonalon közlekedett 1997-ben és 1999-ben. A Mars tér és a Szalámigyár között nem állt meg. A 18-as később megszűnt, valószínűleg 2004. július 2-án, mert a következő tanévben már nem járt. Legutolsó menetrendje szerint Tarjánból 4.55-kor és 6.30-kor, a Műjégpályától 15.05-kor indult.

## Útvonala
| Szalámigyár felé | Tarján, Víztorony tér felé |
| --- | --- |
| Tarján, Víztorony tér vá. – Budapesti körút – Csillag tér – Retek utca – József Attila sugárút – Nagykörút – Mars tér – Londoni körút – Petőfi Sándor sugárút – Szalámigyár vá. | Szalámigyár vá. – Petőfi Sándor sugárút – Londoni körút – Mars tér – Nagykörút – József Attila sugárút – Retek utca – Csillag tér – Budapesti körút – Tarján, Víztorony tér vá. |

## Megállóhelyei
| 0  | 0,0 | Tarján, Víztorony tér végállomás | 6,4 | 16 |
| 1  | 0,5 | Szilléri sugárút                 | 5,9 | 15 |
| 2  | 1,0 | Szamos utca                      | 5,2 | 14 |
| 3  | 1,4 | József Attila sugárút            | 5,0 | 13 |
| 5  | 2,1 | Felszabadulás Tsz.               | ∫   | ∫  |
| ∫  | ∫   | Postás Művelődési Ház            | 4,4 | 11 |
| 7  | 2,6 | Csongrádi sugárút                | 3,8 | 9  |
| 8  | 3,2 | Hétvezér utca                    | 3,2 | 7  |
| 10 | 3,6 | Mars tér                         | 2,9 | 6  |
| 16 | 6,4 | Szalámigyár végállomás           | 0,0 | 0  |